# Блинк-компаратор

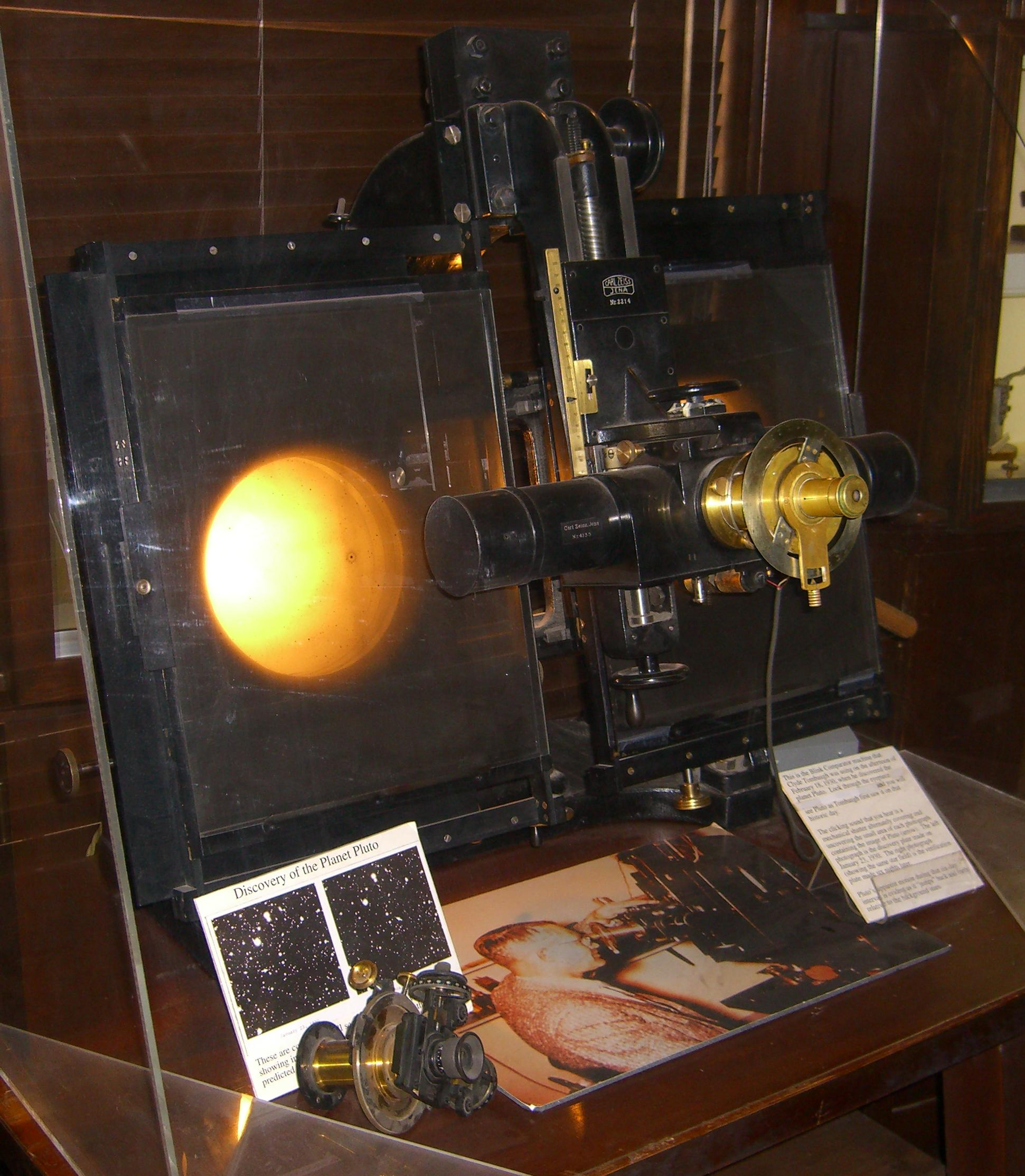
Блинк-компаратор, с помощью которого был открыт Плутон, в обсерватории Лоуэлла

Блинк-компара́тор (от англ. blink — мигать, мерцать и «компаратор»), блинк-микроскоп — астрономический прибор для поиска на фотографиях звёздного неба изменяющихся объектов: переменных звёзд, малых планет, звёзд с большими собственными движениями и т. д.
Используется для визуального сравнения полученных в разное время на одном и том же инструменте двух изображений данного участка звёздного неба. Оба изображения рассматриваются в один окуляр, и, перебрасывая специальную заслонку («блинкуя»), можно видеть то одно, то другое изображение. При правильной настройке прибора в процессе быстрого «блинкования» объекты, положение и яркость которых не изменились между двумя экспозициями, кажутся оператору неподвижными. При этом объекты, сместившиеся или изменившие яркость, оператор воспринимает как «прыгающие» или пульсирующие, и они хорошо видны на фоне неподвижных.
В честь блинк-компаратора назван астероид (566) Стереоскопия, открытый в 1905 году немецким астрономом Паулем Гёцом в обсерватории Хайдельберг, расположенной на холме Кёнигштуль вблизи города Хайдельберг — первый астероид, открытый при помощи этого прибора.
Наиболее значимым достижением, сделанным при помощи блинк-компаратора, является открытие Плутона в 1930 году Клайдом Томбо.

## Современные альтернативы
Прибор редко используется в настоящее время, так как для решения задачи выделения объекта применяются компьютерные алгоритмы обработки (дифференцирование изображений, англ.). Если же траектория движущегося объекта заранее известна, то применяется слежение с усреднением (англ. track-and-stack), когда повторные изображения накладываются так, чтобы интересующий объект занимал одно и тоже место на изображении, и усредняются. При этом изображения других объектов размываются, а интересующий объект становится лучше виден.

## В культуре
Упомянут в н/ф романе 1957 года профессионального астронома Ф. Хойла «Чёрное облако». Примечательно, что в русском переводе советского физика-теоретика Д. А. Франк-Каменецкого назван «мигалкой».